# Henriette Hanke

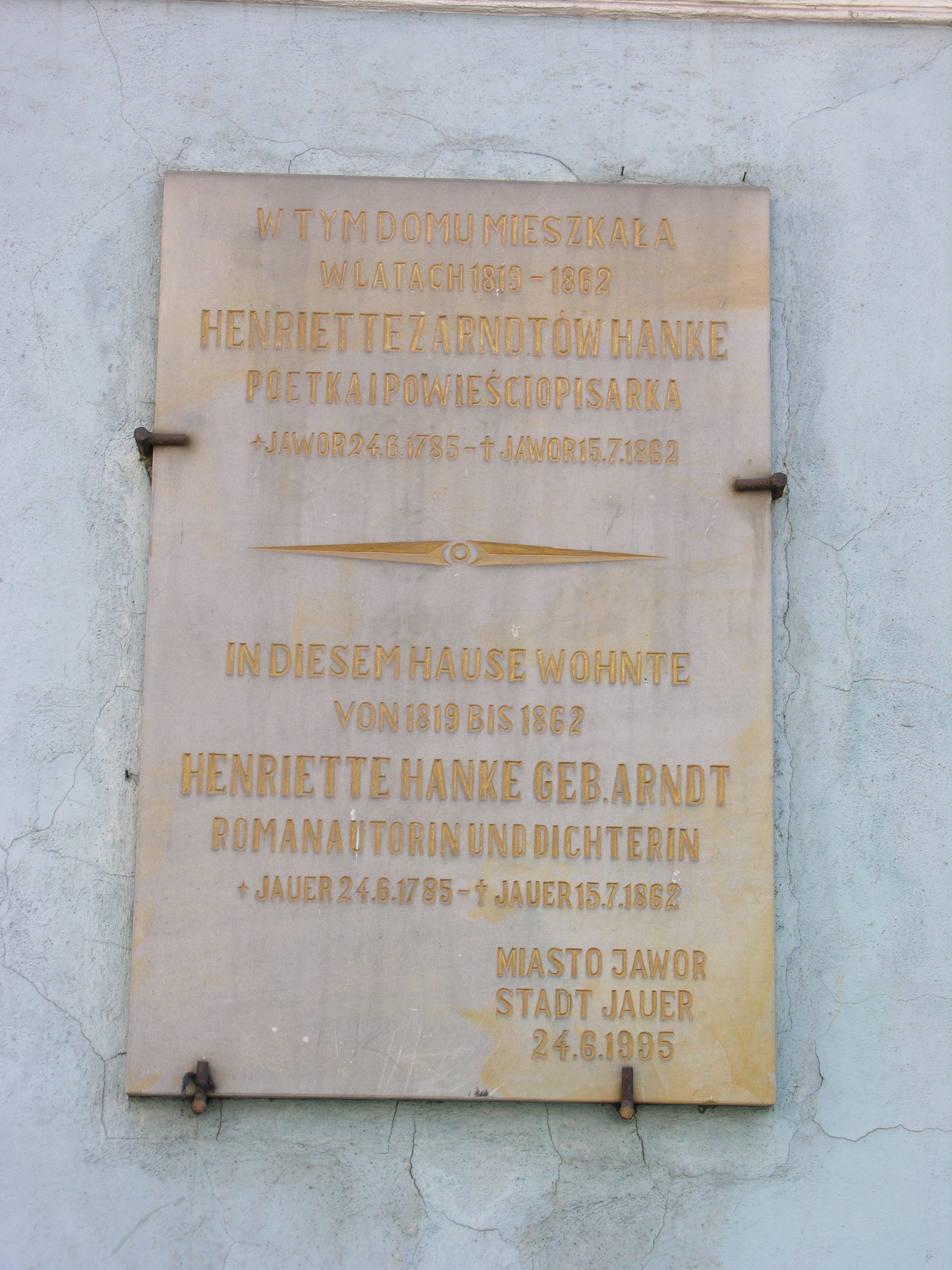
Gedenktafel für Henriette Hanke an ihrem Wohnhaus in Jauer

Henriette Wilhelmine Hanke, geborene Arndt (* 24. Juni 1785 in Jauer, Niederschlesien; † 15. Juli 1862 ebenda) war eine Schriftstellerin der Spätromantik.

## Leben
Sie wurde 1785 in Jauer (Niederschlesien) als eine von fünf Töchtern des Kaufmanns Johann Jakob Arndt geboren und gilt als eine der erfolgreichsten Autorinnen der ersten Hälfte des 19. Jahrhunderts. Im Alter von 30 Jahren wurde sie zur Heirat mit dem viel älteren verwitweten Pastor Gottfried Heinrich Carl Hanke aus Dyhernfurth gezwungen und widmete sich der Erziehung seiner sechs Kinder aus erster Ehe; sie war seine dritte Frau. In ihrer Dyhernfurther Zeit verkehrte sie viel mit der Familie des lokalen Gutsbesitzers Graf von Hoym, welches sich später in ihren Romanen widerspiegelt, denn der höchste Seinsbezirk ist dort immer ein schlesisches Schloss. Nach dem Tode Hankes im Jahre 1819 kehrte sie in ihr Jauersches Elternhaus zurück und verbrachte den Rest ihres Lebens in der alten Wohnung der Eltern.

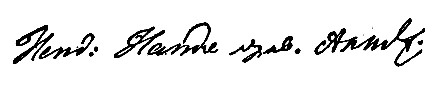
Signatur Henriette Hankes: Henriette Hanke geb. Arndt

Sie begann ihre Karriere mit einer Reihe von Familienromanen, welche sich vor allem an Frauen richteten und allgemeine Bewunderung hervorriefen. Später ging sie zu didaktischen Werken über, wo man viel von der sentimentalen Schwärmerei der Popularromantik findet. Es ging ihr immer darum, nach ihrer eigenen unglücklichen Ehe als Trösterin und Beraterin für andere einsame Frauen da zu sein, ihnen durch die Lektüre ihrer Romane und Novellen die Empfindung des tröstenden Beisammenseins zu vermitteln, mit ihnen zu kommunizieren. Sie hinterließ insgesamt 64 Bände der „Gesammelten Werke“ (Ausgabe Hannover 1860). Einige ihrer Werke wurden u. a. ins Englische, Schwedische, Dänische, Russische und Polnische übersetzt.
Henriette Hanke starb im Jahre 1862 in Jauer und wurde auf dem Friedhof der Jauerschen Friedenskirche bestattet. Ihr Grab verschwand um 1970. 1997 wurde sie durch eine Gedenktafel an ihrem Hause in Jauer geehrt.

## Werke
- 1821: Die Pflegetochter
- 1822: Das Jagdschloß Diana und Wally's Garten. Zwei Erzählungen
- 1822/25: Bilder des Herzens und der Welt (1822–1825)
- 1823: Claudia
- 1824: Der Christbaum
- 1828: Die Perlen. (Digitalisat) des ersten Teils, (Digitalisat) des zweiten Teils.
- 1830: Die Schwiegermutter. (Digitalisat).
- 1831: Tante und Nichte. in: Zeitung für die elegante Wellt., Berlin, 1831[1]
- 1835/36: Die Schwägerinnen. Roman. Verlag der Hahn'schen Hofbuchhandlung, Hannover.(Digitalisat). Neuauflage Hofenberg, Berlin 2016, ISBN 978-3-86199-834-1
- 1841/57: Romane und Erzählungen (126 Bände, Ausgabe letzter Hand 1841–1857)
- 1854/57: Mein Wintergarten. Kleine Schilderungen aus dem Leben (4 Bände, 1854–1857)